# Caribosiren
Caribosiren — це вимерлий рід ссавців, який існував у Пуерто-Рико під час пізнього олігоцену (хаттський ярус)